# 莱拉 (克勒兹省)
莱拉（法語：Leyrat，法語發音：[lɛʁa]）是法国克勒兹省的一个市镇，位于该省东北部，和阿列省接壤，属于盖雷区。

## 地理
莱拉（46°21'43"N, 2°17'33"E）面积18.32 平方千米，位于法国新阿基坦大区克勒兹省，该省份为法国中部省份，位于法國中央高原西北部，北起安德尔省和谢尔省，西接维埃纳省，南至科雷兹省，东临多姆山省，东北与阿列省接壤。
与莱拉接壤的市镇（或旧市镇、城区）包括：圣索维耶、特雷尼亚、布萨克堡、拉沃弗朗什、苏芒、圣皮耶尔莱博斯、圣西尔万巴勒罗克。
莱拉的时区为UTC+01:00、UTC+02:00（夏令时）。

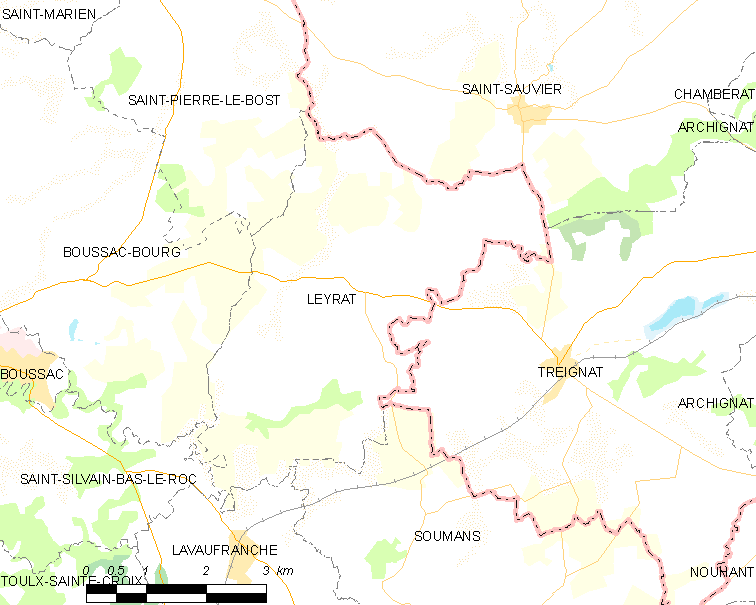
莱拉的OSM定位图

## 行政
莱拉的邮政编码为23600，INSEE市镇编码为23108。

## 政治
莱拉所属的省级选区为布萨克县。

## 交通
克勒兹省省道D7线、D67线和D916线在境内交汇。

## 人口

1962-2008年间莱拉人口变化图示

莱拉于2022年1月1日时的人口数量为143人。